# Львівська фабрика музичних інструментів

Льві́вська музи́чна фа́брика «Трембі́та» — відкрилася 1946 року.
Спершу виробляла гітари та мандоліни для масового, так і для індивідуального використання музикантами.
Львівські гітари систематично представляються на виставках у Польщі, Росії та на Міжнародному музичному ярмарку у Києві.
Окрім виробництва гітар, «Трембіта» є єдиним в Україні виробником народних музичних інструментів з багаторічним досвідом.
Виробляє бандури за технологією та конструкції В.Герасименка.
Бандури київського та харківського типу з перемикачами, а також для підлітків.
Бандури, вироблені у Львові, знають в Україні, Канаді, Австрії, США, Росії та Франції.
2003 — фабрика розширила асортимент народних інструментів: шестиструнна кобза «Пріма», кобза «Альт», домра, російський національний інструмент балалайка, грецький інструмент бузуки.
Музичниі інструменти, вироблені у Львові, продаються у Молдові, Росії, Білорусі, країнах Балтії, Голландії, Чехії, Словенії, Греції, Норвегії, США, Канаді, Польщі.

## Примітка
1. ↑  Брайловська, О. В.; Єжова, Л. О. (12 грудня 2014). Кремінська баянна фабрика. esu.com.ua (укр.).
2. ↑  Вікові сосни та унікальні храми: що подивитися в Кремінній та околицях. Східний варіант (укр.). 14 вересня 2020.
3. ↑  Історія експоната: рояль, який належав родині Косачів. history.rayon.in.ua (укр.). 7 лютого 2025.
4. ↑  На Одеській музичній фабриці : Старая Одесса в фото : old.odessa.ua. Вікна-Одеса: Стара Одеса у фотографіях.